# Leptogorgia divergens
Leptogorgia divergens är en korallart som beskrevs av Studer 1878. Leptogorgia divergens ingår i släktet Leptogorgia och familjen Gorgoniidae. Inga underarter finns listade i Catalogue of Life.